# دیویا پرابها
دیویا پرابها بازیگر هندی است که بیشتر در فیلم‌های مالایایی و تامیل زبان ظاهر می‌شود. او برای نقش‌هایش در فیلم‌های برخاستن و تاماشا توجه بیشتری به خود جلب کرد. او در سال ۲۰۱۵ برای بازی در سریال تلویزیونی اسواران ساکشیایی برنده جایزه تلویزیون دولتی کرالا برای بهترین بازیگر زن دوم شد. او برای فیلم آریییپو به کارگردانی ماهش نارایانان نامزد بهترین بازیگر زن جشنواره فیلم لوکارنو ۲۰۲۲ در بخش رقابت بین‌المللی شد.
پرابها اولین نمایش خود را با فیلم lokpal در سال ۲۰۱۳ انجام داد.

## تیتراژ بازیگری

### فیلم
| سال  | عنوان                                   | نقش               | یادداشت‌ها                                                                                         | Ref.   |
| ---- | --------------------------------------- | ----------------- | ------------------------------------------------------------------------------------------------- | ------ |
| ۲۰۱۳ | لوکپال                                  | کارکنان بازاریابی |                                                                                                   |        |
| ۲۰۱۳ | پلیس ممبئی                              | روزنامه‌نگار       |                                                                                                   |        |
| ۲۰۱۳ | ذخیره‌سازی سرد                           | شاهزاده           |                                                                                                   |        |
| ۲۰۱۳ | سیم کارت                                | کومالام           |                                                                                                   |        |
| ۲۰۱۴ | ایتی هاسا                               | آن                |                                                                                                   |        |
| ۲۰۱۴ | کیال                                    | دیویا             | فیلم تامیلی                                                                                       |        |
| ۲۰۱۴ | بَیَیَا بَیْیَا                               | دختر قُرَه          |                                                                                                   |        |
| ۲۰۱۴ | پیانوی                                  | لشکمی             |                                                                                                   |        |
| ۲۰۱۶ | وتا                                     | آشا               |                                                                                                   |        |
| ۲۰۱۷ | از اینجا بریم                           | جینسی             |                                                                                                   |        |
| ۲۰۱۸ | کمارا سمباوم                            | کمالا             |                                                                                                   |        |
| ۲۰۱۸ | احمقانه                                 | پرستار            |                                                                                                   |        |
| ۲۰۱۹ | پرتی پووانکوجی                          | خوشگل             |                                                                                                   |        |
| ۲۰۱۹ | تاماناشا                                | معلم بابتا        | در ManoramaMAX منتشر شد                                                                           |        |
| ۲۰۲۱ | نزل                                     | دکتر شالینی       | در آمازون پرایم ویدئو منتشر شدآمازون پرایم ویدئو                                                  | [ ۹ ]  |
| ۲۰۲۱ | ملک                                     | آیشا              | در آمازون پرایم ویدئو منتشر شد آمازون پرایم ویدئو                                                 |        |
| ۲۰۲۱ | کودییل اوروان                           | ارولمزی           | فیلم تامیلی                                                                                       |        |
| ۲۰۲۲ | آرییپو                                  | ریشمی             | نقش اصلی                                                                                          | [ ۱۰ ] |
| ۲۰۲۳ | خانواده                                 | رانی              |                                                                                                   | [ ۱۱ ] |
| ۲۰۲۴ | همه چیزی که ما به عنوان نور تصور می‌کنیم | آنو               | نقش اصلی فیلم ملیالام / هندی دو زبان اولین فیلم هندی که در جشنواره فیلم کان در ۳۰ سال رقابت می‌کند | [ ۱۲ ] |

### سریال‌های تلویزیونی
| سال              | عنوان             | نقش         | کانال    | زبان   | Ref. |
| ---------------- | ----------------- | ----------- | -------- | ------ | ---- |
| اسواران ساکشیایی | آپارنا بالاچندران | تلویزیون گل | مالایایی | [ ۱۳ ] |      |